# Jin’ya Nishikata
Jin’ya Nishikata (jap: 西方 仁也), född 4 december 1968 i Nozawaonsen i Nagano, är en japansk tidigare backhoppare. Han representerade Yukijirushi Nyūgyō (jap: 雪印乳業株式会社 engelska: Snow Brand Milk Products Co. Ltd).

## Karriär
Jin’ya Nishikata debuterade i världscupen under tysk-österrikiska backhopparveckan i öppningstävlingen i Schattenbergschanze i Oberstdorf i Västtyskland 30 december 1987. Där blev han nummer 108 av 112 startande. Han var bland de tio bästa i en deltävling i världscupen i Falun i Sverige 6 december 1992 då han blev nummer åtta. Han har varit på prispallen 4 gånger i världscupen, första gången i Courchevel i Frankrike 17 december 1993 då han blev nummer två efter Andreas Goldberger från Österrike. Säsongen 1993/1994 var hans bästa i världscupen totalt. Han blev nummer åtta sammanlagt. Säsongen 1995/1996 var hans bästa i backhopparveckan. Han blev nummer åtta sammanlagt.
Nishikata tävlade i Skid-VM 1993 i Falun. Där blev han nummer 58 i stora backen og nummer 7 i normalbacken, en tävling som vanns av landsmannen Masahiko Harada. Under VM 1995, i Thunder Bay i Kanada, blev Nishikata nummer 24 i stora backen och nummer 7 i normalbacken där landsmännen Takanobu Okabe och Hiroya Saitō säkrade en japansk dubbelseger. I lagtävlingen vann japanska laget (Takanobu Okabe, Jin’ya Nishikata, Hiroya Saitō, Naoki Yasuzaki) en bronsmedalj efter sägrande Finland och Tyskland.
Jin’ya Nishikata deltog i alla grenarna under olympiska spelen 1994 i Lillehammer i Norge. Nishikata blev nummer åtta i båda individuella tävlingarna. Han var 7,5 poäng från en bronsmedalj i normalbacken. I lagtävlingen ledde Japan inför allra sista hoppet, men Masahiko Harada misslyckades i sistahoppet och Japan förlorade guldmedaljen till Tyskland. Jin’ya Nishikata, Takanobu Okabe, Noriaki Kasai och Masahiko Harada fick silvermedaljen, 13,2 poäng från guldet och 38,0 poäng före österrikiska laget som vann bronset.
Nishikata startade i skidflygnings-VM 1996 i Kulm i Bad Mitterndorf i Österrike. Där blev han nummer 10.
Jin’ya Nishikata deltog i sin sista världscuptävling på hemmaplan i Sapporo 28 januari 2001.